# Амурска област
Амурска област (рус. Амурская область) или Приамурје (рус. Приаму́рье) је конститутивни субјект Руске Федерације са статусом области на простору Далекоисточног федералног округа у азијском делу Русије.
Административни центар области је град Благовјешченск.

## Етимологија
Већим делом своје територије, област лежи уз леву обалу реке Амур, па је по овој реци и добила име. Често, незванични назив за област је и Приамурје.
Назив реке потиче из тунгуског језика амар (или дамур), што значи „Велика река“. Кинески назив за реку је Хејхе, што би значило „Црна река“ или „Река црног змаја“.

## Географија
Област се налази у југоисточном делу земље у басену река Амур и Зеје на граници са Кином. Такође, област се граничи са Републиком Јакутијом, Хабаровском Покрајином и Јеврејском аутономном области на истоку, Народном Републиком Киномна југу и Забајкалском Покрајином на западу.
Област је оформљена 20. октобра 1932.
Површина износи 363.700 km², на којој живи 887.600 становника (2005) 2,5 становника на km². Градско становништво чини 66% (2005).
Административни центар је град Благовјешченск (223.700 ст.) најстарије насеље на Далеком истоку основано пре 1856. године. Удаљеност од Благовјеченска и Москве је 7.985 km.
На територији Амурске области налази се космодром Слободни.

## Административна подела
Област је подељена на 20 рејона (срезова) и има 9 градова.
- Архарински рејон рејонски центар насеље Архара
- Белогорски рејон административни центар град Белогорск
- Благовјешченски рејон административни центар град Благовјешченск
- Бурејски рејон рејонски центар насеље Новобурејско
- Завитински рејон административни центар Завитинск
- Зејски рејон административни центар град Зеја
- Ивановски рејон рејонски центар село Ивановка
- Костантиновски рејон рејонски центар село Константиновка
- Магдагачки рејон рејонски центар насеље Магдагачи
- Мазановски рејон рејонски центар село Новокијевски Увал
- Михајловски рејон рејонски центар село Порково
- Октобарски рејон рејонски центар село Екатеринославка
- Ромненски рејон рејонски центар село Ромны
- Свободњи рејон административни центар град Свободњи
- Селемџински рејон рејонски центар насеље Екимчан
- Сервишевски рејон рејонски центар насеље Сервишево
- Сковородински рејон административни центар град Скороводино
- Тамбовски рејон рејонски центар село Тамбовка
- Тиндински рејон административни центар град Тинда
- Шимановски рејон административни центар град Шимановск

## Становништво
| 1989.     | 2002.   | 2010.   |
| --------- | ------- | ------- |
| 1,057,781 | 902,844 | 830,103 |